# Mistrz Aniołów z Bourges
Mistrz Aniołów z Bourges – anonimowy artysta, malarz francuski czynny w Bourges w XV wieku. 

Pracował dla Jacques’a Coeur, dla którego około 1450 roku stworzył freski w jego rezydencji w Bourges, przedstawiające anioły w locie. Na jego zlecenia wykonał witraże w Katedrze św. Szczepana w Bourges, w jego kaplicy. Jego styl nawiązywał do niderlandzkich mistrzów m.in. młodego jeszcze Rogera van der Weydena. Jak pisze Krystyna Secomska: 

Ich gesty i ruchy (aniołów)  są już wyzwolone z gotyckiej maniery - mają naturalną giętkość (...) Zarazem architektoniczny rytm kompozycji, umiejętne wpisanie postaci w trójkątne pola sklepienne, wreszcie „purystyczna” niechęć do zbędnych akcesoriów i detali mogą świadczyć o jego więzi z francuskimi tradycjami malarstwa monumentalnego

Mistrza Aniołów z Bourges identyfikowano z malarzem Jacobem de Littemont pochodzącym z Flandrii lub z północy Francji lub z Henri Melleinem czynnym w tym samym okresie w Bourges.